# Florus
Pour les articles homonymes, voir Florus (homonymie).
Florus (en latin Publius Annius Florus) est un historien et poète romain originaire de la province d'Afrique romaine du IIe siècle à la vie méconnue, né vers 70 et mort vers 140, sans certitude.

## Biographie
L'identité de Florus et ses autres noms ne sont pas connus avec certitude bien qu'on l'appelle communément Lucius Annaeus. On l'a tantôt identifié avec le Florus qui était l'ami-poète de l'empereur Hadrien, tantôt avec l'auteur d'un dialogue intitulé Virgile est-il un orateur ou un poète ?
Florus est né dans la province d'Afrique et issu d'une famille berbère. Il est venu à Rome pendant le règne de Domitien. Il est contemporain de Suétone, et écrit son Abrégé d'histoire romaine sous le règne de l'empereur Hadrien.
Son Abrégé d'histoire romaine va de la fondation de Rome à 9 ap. J.-C. Son style rapide a beaucoup de relief. Rhétoricien, historien et poète, il est le premier des nombreux écrivains d'origine africaine qui influencèrent considérablement la littérature latine au IIe siècle, et le premier aussi des poètes « nouveau style » du règne d'Hadrien, dont la caractéristique était l'emploi de mètres plus légers et plus gracieux que ceux qu'on appréciait alors.

## Œuvres
On a sous son nom un Épitome ou Abrégé de l'histoire romaine depuis Romulus jusqu'à Auguste, en 4 livres, qui constitue un abrégé de l'histoire romaine jusqu'à l'époque d'Auguste, avec des références spéciales aux guerres, et conçu comme un panégyrique du peuple romain, le populus princeps (« peuple roi »). Le codex Bembergensis qui est le manuscrit le plus ancien conservé de son Epitome, le décrit comme un abrégé ou résumé de Tite-Live (Epitoma de Tito Livio), mais il s'écarte parfois de cet historien alors qu'il puise dans les œuvres de Virgile.
E. K. Rand et Robert Schilling lui attribuent le Pervigilium Veneris, à tort. Florus est auteur de quelques poésies, les 245 R à 252 R de l’Anthologie latine et probablement de la composition sur les roses 87 R de cette Anthologie. Le jugement des modernes sur la qualité de ces poésies est partagé : « compositions agréables en raison de leur simplicité », ou pour Paul Monceaux « les pièces de vers sont beaucoup moins d'un vrai poète que d'un bel esprit échappé des écoles ».

## Traductions

### Publications anciennes
Les meilleures éditions de Florus citées par le Dictionnaire Bouillet au XIXe siècle sont celles :
- ad usum Delphini, données par Tanneguy Le Fèvre, Paris, 1674 ;
- de Michael Maittaire, Londres, 1715 ;
- de Carl Andreas Duker, Leyde, 1722 ;
- de Joseph Barbou, Paris, 1776 ;
- de Hubner et Jacobitz, Leipzig, 1832 ;
- de Otto Jahn, Leipzig, 1852.

Il a été traduit par :
- Nicolas Coeffeteau, 1618 ;
- par l'abbé Armand-Laurent Paul, 1774 ;
- par François Ragon, 1826 (dans la collection de Panckoucke) ;
- par Ducozoir, 1829, et dans la collection Nisard.
- par Théophile Baudement (1840), éd. G. Jeanneau puis dans la collection Nisard.

### Éditions disponibles en ligne
- Abrégé de l'histoire romaine, trad. de Baudement (1840)
- Abrégé par F. Ragon (1826, coll. Panckoucke)

### Traductions modernes
- (la + fr) Florus (trad. Paul Jal), Œuvres, Les Belles Lettres, 2003 (1re éd. 1967) (ISBN 2-251-01093-9)